# José Luis Nell
José Luis Nell (Argentina, 1940 - Martínez, Buenos Aires, 9 de septiembre de 1974) fue un guerrillero argentino que integró las organizaciones Movimiento Nacionalista Tacuara, Fuerzas Armadas Peronistas y Montoneros, participó en el asalto al Policlínico Bancario y colaboró con el Movimiento de Liberación Nacional-Tupamaros. Después de quedar cuadripléjico en un enfrentamiento armado entre fracciones peronistas tuvo una depresión que lo condujo al suicidio.

## Actividad en organizaciones guerrilleras
En 1963 Joe Baxter y José Luis Nell -ambos de ascendencia irlandesa- se separaron de Tacuara para crear el Movimiento Nacionalista Revolucionario Tacuara (MNRT), que sin abandonar el nacionalismo, rompió con las posiciones de extrema derecha para migrar hacia posiciones cada vez más cercanas al marxismo y el peronismo de izquierda. Posteriormente muchos de los cuadros se integrarían a las Fuerzas Armadas Peronistas (FAP) y el Peronismo de Base (PB) y, en menor medida, a Montoneros y al Ejército Revolucionario del Pueblo.
El 29 de agosto de 1963 se produjo el asalto al Policlínico Bancario, una de las acciones más resonantes del MNRT, en la cual José Luis Nell portaba una ametralladora con la cual mató a dos empleados e hirió gravemente a otro. Detenido por ese hecho, logró escapar, pasó a vivir en la clandestinidad y viajó a China, donde recibió instrucción militar junto con otros miembros de organizaciones armadas. Posteriormente viajó a Montevideo, colaborando con la organización guerrilera Tupamaros, y fue nuevamente detenido. El 6 de septiembre de 1971 escapó junto a otros 140 presos del Penal de Punta Carretas. De regreso a la Argentina se contactó con las Fuerzas Armadas Peronistas (FAP) y luego ingresó en Montoneros, siendo nombrado responsable de la zona sur del conurbano bonaerense. En esa organización conoce a Lucía Cullen, que era colaboradora del sacerdote Carlos Mugica en las tareas sociales con la población de las villas, con la que se casó por iglesia en una ceremonia oficiada por Mugica.
El 20 de junio de 1973, en el acto de retorno de Perón al país, se produjo un enfrentamiento armado entre fracciones del peronismo. Nell encabezaba la numerosa columna sur de Montoneros y tenía la instrucción de esta organización (dada pocas horas antes del comienzo del acto), de intentar ganar el frente del palco pasando por detrás del mismo. Esta maniobra fue considerada como una provocación, lo que dio inicio a un intenso tiroteo, en el que fue muerto el capitán del Ejército Roberto Máximo Chavarri -integrante de la custodia-. Nell resultó herido de bala y estando tirado en el piso recibió una golpiza que lo terminó por dejar cuadripléjico. 
Los hechos de Ezeiza provocaron el alejamiento de muchos adherentes de Montoneros. Esta organización pretendía mantener su independencia sin subordinarse a la estrategia de Perón. 
El posterior asesinato de Rucci por parte de Montoneros (a dos días del triunfo de Perón en las elecciones) fue violentamente criticado por Nell en diálogo directo con Firmenich y otros dirigentes y esto lo llevó a acercarse a las posiciones de la Juventud peronista Lealtad, que comenzaba a nuclear a los guerrilleros con mayor antigüedad y experiencia, que se presentaban a sí mismos como los "auténticos soldados de Perón".
Sus limitaciones físicas lo hundieron paulatinamente en una depresión y sus amigos el 9 de septiembre de 1974, lo llevaron a una estación de tren abandonada en la localidad de Martínez (la actual Estación Anchorena del Tren de la Costa), donde se suicidó pegándose un tiro en la boca.
En 2014, se publicó una novela biográfica de Sebastián Giménez sobre su vida.